# دی‌سدیم مالونات
دی‌سدیم مالونات (به انگلیسی: Disodium malonate) با فرمول شیمیایی C۳H۲O۴Na۲ یک ترکیب شیمیایی است. که جرم مولی آن ۱۴۸٫۰۳ g/mol می‌باشد. 